# Arbeitsgemeinschaft Sozialwissenschaftlicher Institute
Die Arbeitsgemeinschaft Sozialwissenschaftlicher Institute e.V. (ASI) ist ein Verein mit Sitz in Köln, in dem gemeinnützige sozialwissenschaftliche Forschungseinrichtungen und Universitätsinstitute der Bundesrepublik Deutschland zusammengeschlossen sind. Ziel ist die Förderung sozialwissenschaftlicher Forschung, insbesondere der empirischen Ausrichtung.
Die Arbeitsgemeinschaft Sozialwissenschaftlicher Institute wurde 1949 in Berlin gegründet und gab im Oktober desselben Jahres erstmals die Fachzeitschrift Soziale Welt (Heft 1) heraus. 1953 wurde sie ins Vereinsregister Köln eingetragen.
1969 gründete sie das Informationszentrum Sozialwissenschaften (IZ) in Bonn, das 2007 in GESIS – Leibniz-Institut für Sozialwissenschaften aufging.
Die Arbeitsgemeinschaft kooperiert mit den Verbänden der kommerziellen Markt- und Sozialforschung, dem Arbeitskreis Deutscher Markt- und Sozialforschungsinstitute e.V. (ADM), dem Berufsverband Deutscher Markt- und Sozialforscher e.V. (BVM) und der Deutsche Gesellschaft für Online-Forschung e.V. (DGOF), u. a. beim Rat der Deutschen Markt- und Sozialforschung e.V. Die ASI veranstaltet Arbeitskreise und wissenschaftliche Tagungen zu speziellen Themen.
Im Verlag Springer VS erscheint seit 2010 die sozialwissenschaftliche Schriftenreihe der ASI.
Die ASI hat 45 Forschungseinrichtungen als Mitglieder. Dazu gehören z. B. das Institut für Soziologie der RWTH Aachen, das Wissenschaftszentrum Berlin für Sozialforschung, die Forschungsgruppe Wahlen und das Institut für Arbeitsmarkt- und Berufsforschung der Bundesagentur für Arbeit. Außerdem gibt es persönliche Mitglieder.

## Veröffentlichungen (Auswahl)
- Max Kaase (Hrsg.): Empirische Sozialforschung in der modernen Gesellschaft. Beiträge und Referate anlässlich und in Zusammenhang mit der gemeinsamen wissenschaftlichen Jahrestagung des Arbeitskreises Deutscher Marktforschungsinstitute (ADM) und der Arbeitsgemeinschaft Sozialwissenschaftlicher Institute (ASI) am 1. und 2. Oktober 1981 in Heidelberg, Campus Verlag,  Frankfurt am Main 1983, ISBN 3-593-33297-3
- Heinz Sahner: Die Arbeitsgemeinschaft Sozialwissenschaftlicher Institute e.V.; fünfzig Jahre ASI: Funktion und Chronologie. Informationszentrum Sozialwissenschaften, Bonn 1999, ISBN 3-8206-0128-7
- Schriftenreihe der ASI – Arbeitsgemeinschaft Sozialwissenschaftlicher Institute, Springer VS, seit 2010